# Walzträger-in-Beton

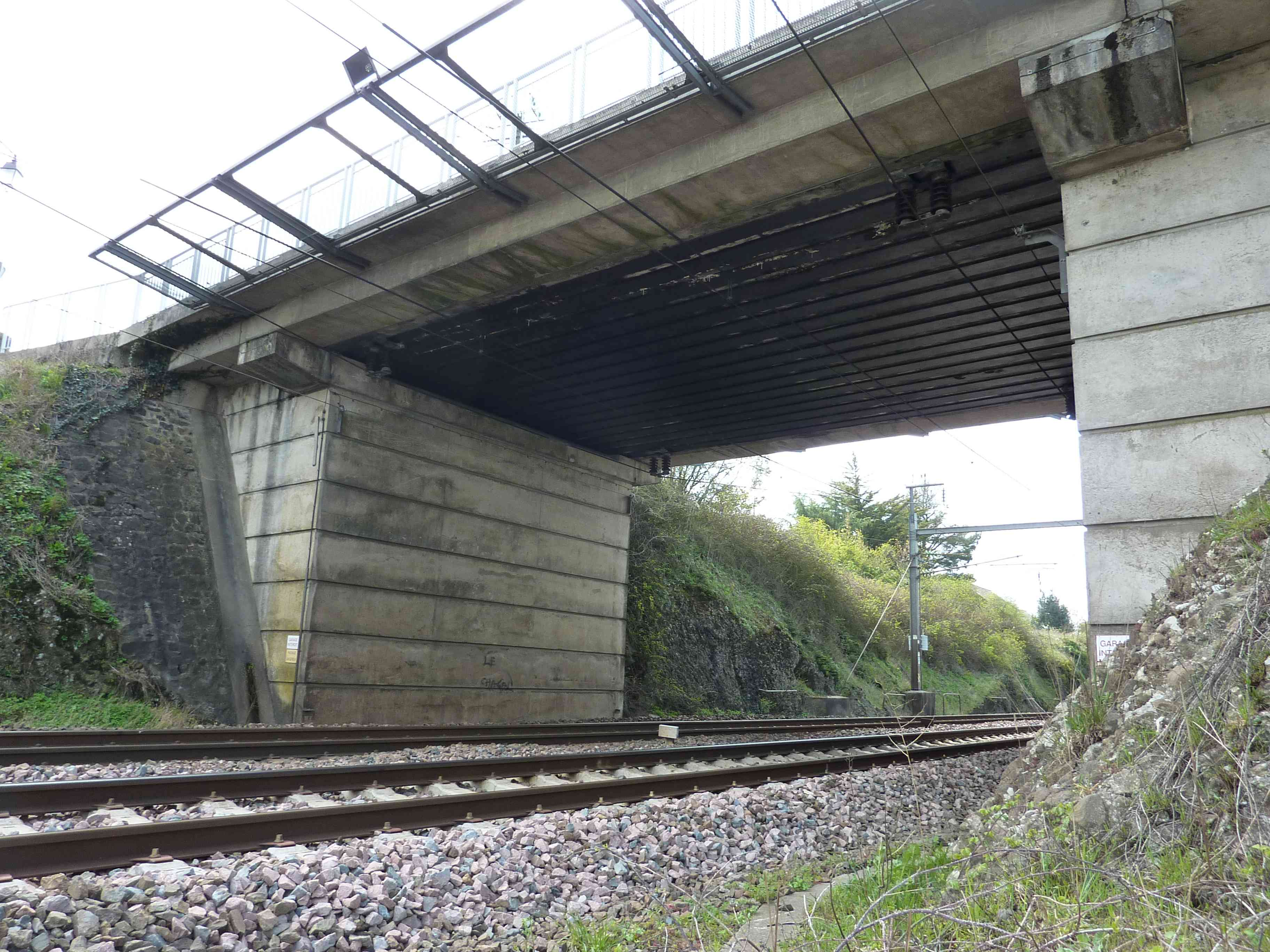
Französische WIB-Brücke von unten

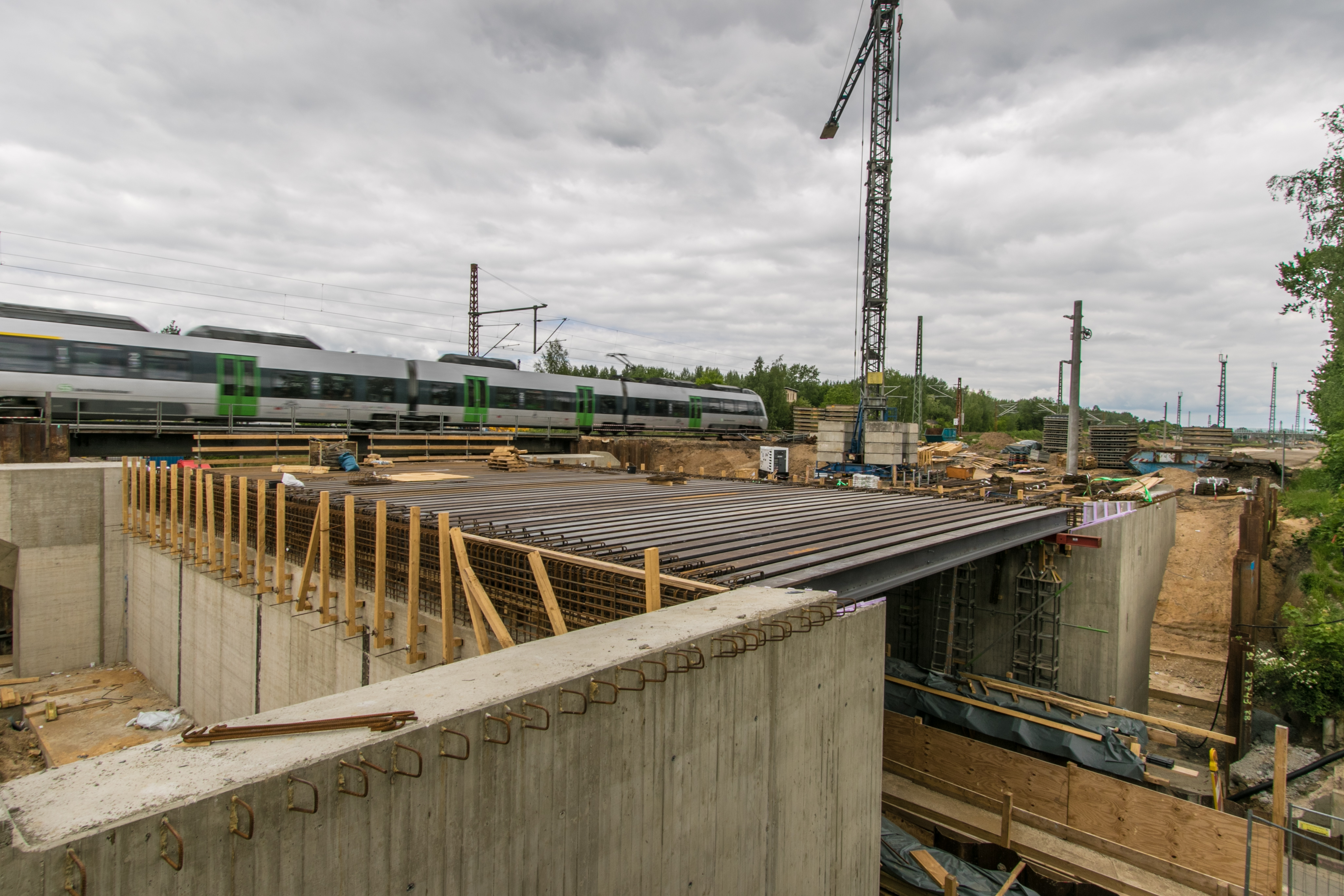
Neubau Brücke Zwenkauer Straße als Walzträger-in-Beton Brücke - Um von der erhöhten Tragfähigkeit durch Verbundwirkung zu profitieren, müssten auf die Oberseite der Stahlprofile Kopfbolzen oder ähnliches aufgeschweisst werden, welche sich mit dem anschließend aufgebrachten Stahlbeton verzahnen.

Walzträger-in-Beton (WiB) ist der Name für eine Verbundbauweise im Brückenbau für kurze Überbauten. Der Überbau besteht aus mehreren dicht nebeneinander verlegten Warmwalz-Profilen und einer Querbewehrung aus Betonstabstahl.
Die Walzträger dienen beim Bau als Schalung für die Ortbetonplatte.
Im Gegensatz zu einer vor Ort gegossenen Stahlbetonbrücke erfordern WiB-Brücken keine tragende Schalung (Lehrgerüst). Sie können über einem Verkehrsweg errichtet werden, ohne diesen für den Bauzeitraum sperren zu müssen.
Die ersten WiB-Brücken wurden in den 1870er Jahren gebaut. Bis zum Ersten Weltkrieg hatten sie einen Anteil von 50 % an allen kurzen Eisenbahnbrücken.